# Teatro Lirico Fluminense
Il Teatro Lirico Fluminense (scritto anche come Theatro Lyrico Fluminense) è stato uno dei principali teatri di Rio de Janeiro, in Brasile, durante la metà del 19º secolo ed è stato per molti anni il teatro principale per gli spettacoli d'opera in città. Fu demolito il 30 aprile 1875 per far posto ad un parco.

## Storia

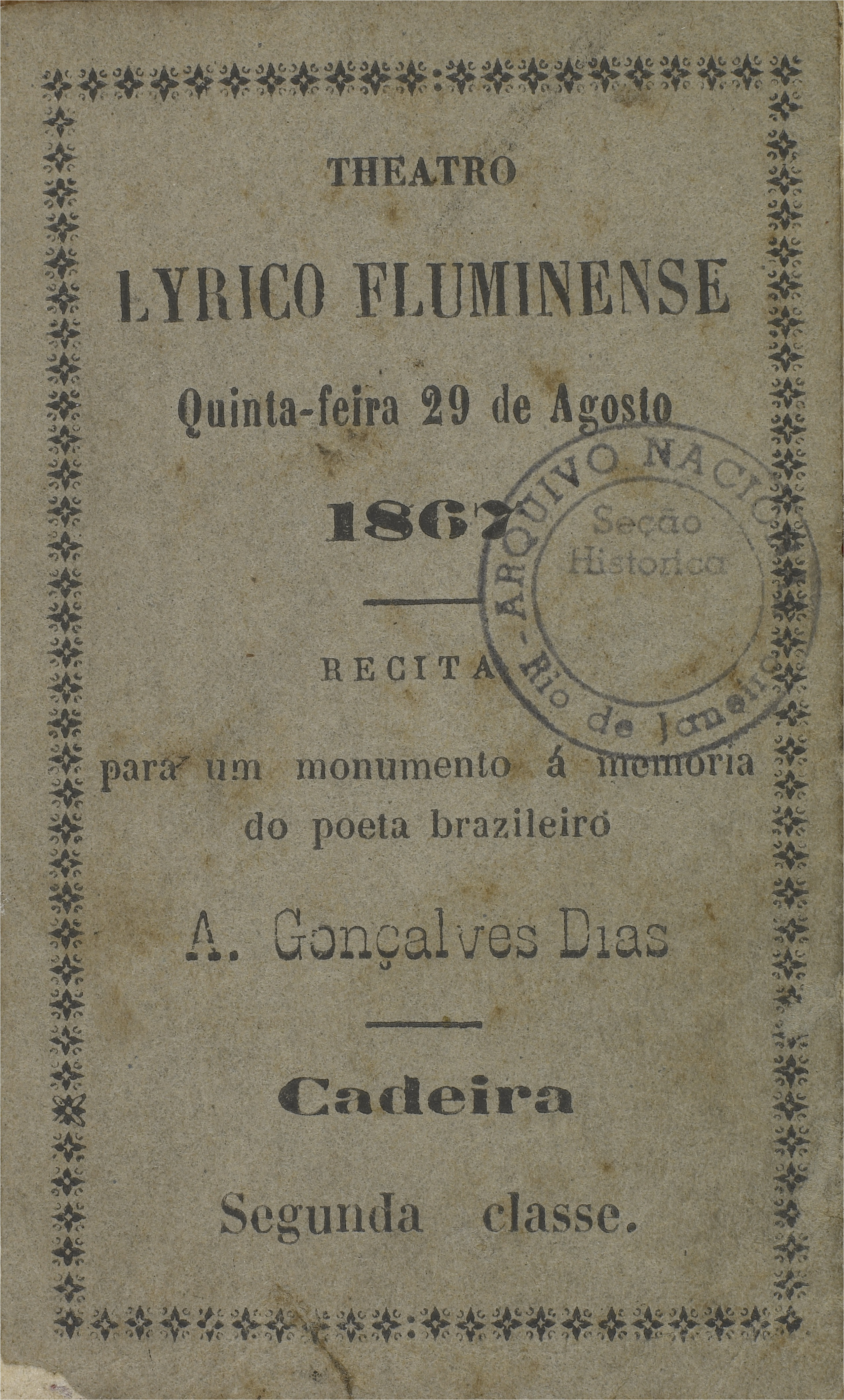
Ingresso al Teatro Lirico Fluminense, XIX sec. Sotto la sorveglianza dell'Archivio Nazionale Brasiliano.

Quando il Teatro São Pedro de Alcântara andò a fuoco nel 1851, Rio de Janeiro rimase senza un teatro abbastanza grande da ospitare le compagnie europee di opera, teatro e danza in tournée che si esibivano durante la fine degli anni '20 dell'Ottocento. La città decise quindi di costruire con urgenza un nuovo teatro. Inizialmente il teatro doveva essere attivo solo per tre anni, in attesa che il Theatro São Pedro de Alcântara potesse essere ricostruito. I lavori iniziarono il 29 settembre 1851, e la sua costruzione fu affidata ad un imprenditore relativamente inesperto, Vicente Rodrigues. Inizialmente chiamato Theatro Provisório (il Teatro Provvisorio), fu completato sei mesi dopo. L'appaltatore vi tenne un ballo in maschera il 21 febbraio 1852 e il 25 marzo 1852 il teatro fu ufficialmente inaugurato con una rappresentazione del Macbeth di Verdi.

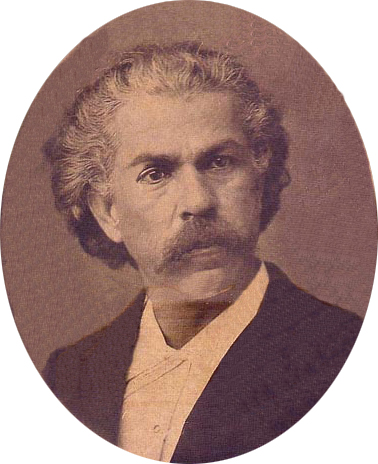
Antônio Carlos Gomes la cui prima opera, A noite do castelo, fu presentata per la prima volta al Teatro Lirico Fluminense nel 1861.

Nel 1854 il Theatro São Pedro de Alcântara fu ricostruito, ma si decise di mantenere anche il Theatro Provisório. Non essendo più il teatro "provvisorio", il 19 maggio 1854 fu ufficialmente ribattezzato Theatro Lyrico Fluminense, celebrando con una rappresentazione degli Ernani di Verdi. Per i successivi vent'anni fu il principale teatro d'opera di Rio. Le prime due opere del compositore d'opera più famoso del Brasile, Antônio Carlos Gomes, furono presentate in anteprima al teatro: A noite do castelo (1861) e Joana de Flandres (1862). Nel 1871, il teatro vide la prima brasiliana dell'opera più famosa di Gomes, Il Guarany. Oltre alla stagione lirica, il teatro proponeva anche spettacoli teatrali e concerti con esibizioni di artisti come Adelaide Ristori e Sigismond Thalberg.
Situato nel Campo da Aclamação, il teatro aveva una semplice facciata neoclassica. Il suo interno dipinto di rosa era più elaborato. Il soffitto era decorato con medaglioni con ritratti in onore di vari compositori e drammaturghi tra cui Auber, Donizetti, Verdi, Bellini, Meyerbeer, Schiller e Servandoni. Al centro c'era Rossini circondato da foglie di palma e una corona d'alloro. La sezione dell'arena offriva posti a sedere per 830 uomini (514 a sedere e 316 su panchine). I posti a sedere per le donne e per le loro accompagnatrici erano forniti da quattro ordini di palchi costruiti in legno di pino. Tuttavia, la rapida e difettosa costruzione del teatro comportò molti problemi, non ultimo il timore che potesse crollare da un momento all'altro. Ci furono anche lamentele per la scarsa acustica e la polvere sempre presente all'interno. Il teatro fu ristrutturato nel 1865 quando furono aggiunti arazzi e carta da parati francesi, un affresco sul soffitto e l'illuminazione a gas.
La sua scomparsa coincide con l'inaugurazione del più magnifico Teatro Dom Pedro II nel 1871. Il Theatro Dom Pedro aveva un'acustica migliore, una capienza leggermente maggiore e si trovava in una strada più alla moda. Il Teatro Lirico Fluminense andò via via in declino e il 30 aprile 1875 fu demolito per far posto ad un parco.